# IBM Selectric
L'IBM Selectric (conosciuta anche col nome di "macchina con la pallina da golf") fu una linea di macchine da scrivere elettriche di notevole successo, presentata per la prima volta dall'IBM il 31 luglio 1961.
Il cuore della macchina, e principale novità del prodotto, era la testina rotante, una sfera sulla quale erano fissati i caratteri. A differenza delle normali macchine conosciute fino a quel momento, che avevano una serie di barre metalliche collegate ai tasti che battevano sul nastro inchiostrato, la Selectric presentava tutti i caratteri su un unico elemento meccanico che, opportunamente ruotato e inclinato, si presentava davanti al nastro col carattere scelto, stampandolo sulla carta sottostante. La testina era sostituibile con semplicità, permettendo di stampare diversi set di caratteri nello stesso documento: una caratteristica unica per l'epoca.
Altra novità di rilievo era l'assenza del carrello. Nelle macchine precedenti il carrello sul quale era fissata la carta si muoveva mentre i caratteri battevano sempre al centro della macchina. Nella Selectric era la testina ad andare a destra e sinistra, mentre la carta si muoveva in avanti, eliminando il carrello.
La Selectric e le sue discendenti conquistarono il 75% del mercato statunitense delle macchine per scrivere elettriche
Queste macchine furono sostituite nel 1984 dal modello "Wheelwriter", che in Italia prese il nome di "margherita".

## La Selectric nella cultura di massa

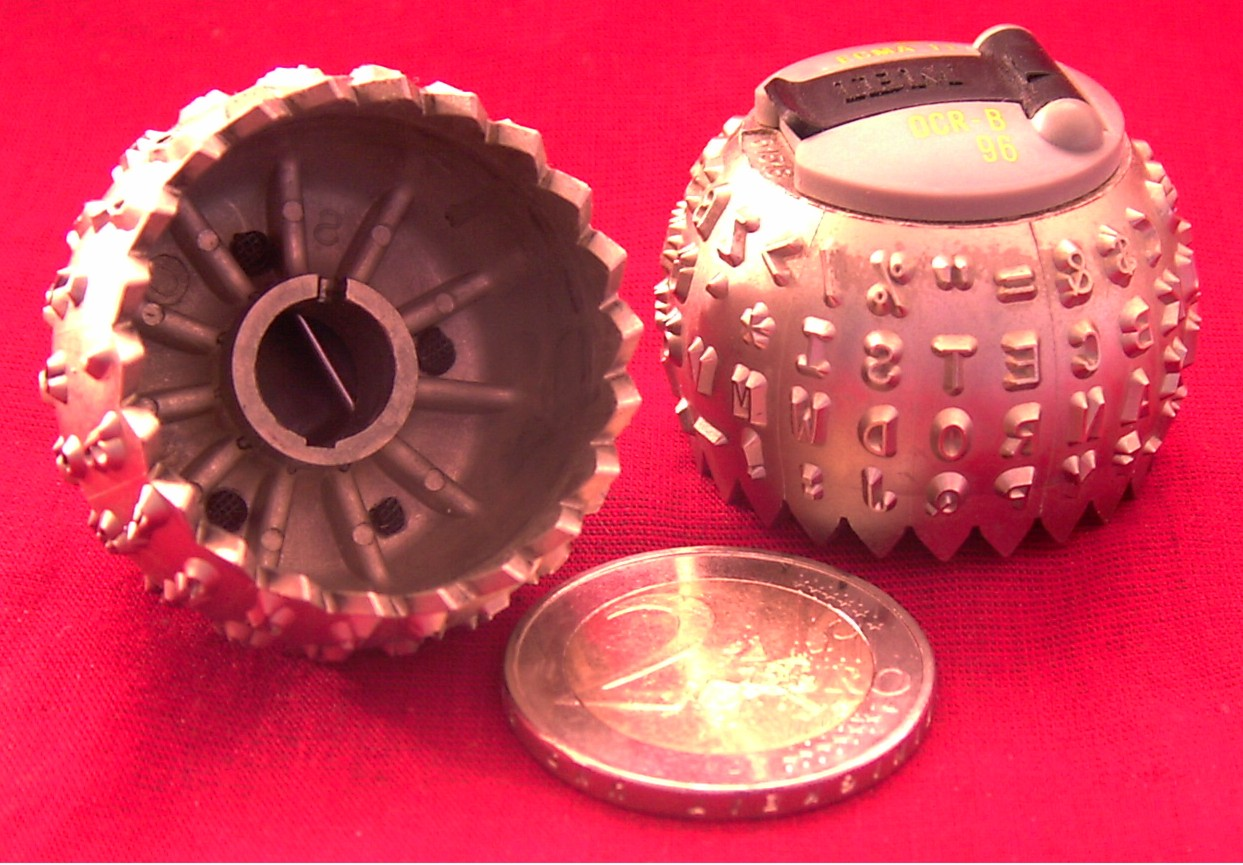
Testine IBM da 88 caratteri confrontate con una moneta da 2 €

Essendo un prodotto di largo uso e per le novità che introduceva nel mondo delle macchine per ufficio, la Selectric compare in molte opere letterarie e cinematografiche. Nel film Arancia meccanica di Stanley Kubrick, del 1971, lo scrittore aggredito da Alex sta usando una IBM Selectric. L'episodio di Perry Mason "The Case of the Elusive Element" ruota sul fatto che la testina sostituibile, "the element", della Selectric poteva essere scambiata con facilità, rendendo impossibile scoprire quale macchina era stata usata per scrivere un messaggio. La macchina compare anche in Colombo, nell'episodio L'illusionista.
Viene inoltre utilizzata dal protagonista del romanzo Mucchio d'ossa scritto da Stephen King.
Nel film Tutti pazzi per Rose  il protagonista, francese, inventa il meccanismo della "pallina da golf", e un suo amico americano la vende alla IBM.
Compare nella seconda stagione di Fargo, dove il venditore Skip Sprang ne parla sicuro del successo che avrà.
La testina rotante della Selectric apparve dal 1987 fino al 1999 nella sigla di apertura e chiusura del Tg3 di Rai 3.